# Le Monde (presque) perdu
Pour plus de détails, voir Fiche technique et Distribution.
Le Monde (presque) perdu (Land of the Lost), ou Terre Perdue au Canada, est un film américain réalisé par Brad Silberling et sorti en 2009. C'est une adaptation cinématographique de la série télévisée Land of the Lost, diffusée de 1974 à 1976 sur NBC.
Le film suit un paléontologue, une jeune étudiante et un péquenot débrouillard qui se retrouvent envoyés dans un monde où se côtoient dinosaures et autres créatures.

## Synopsis
Trois ans après s'être fait ridiculiser en public dans une émission de télévision, le docteur Rick Marshall, paléontologue ringard, a vu sa carrière ruinée à la suite de cet incident et travaille dorénavant au La Brea Tar Pits. Un jour, Holly Cantrell, une jeune étudiante lui dit que ses théories controversées sur la faille temporelle et la paléontologie l'ont inspirée et lui montre un fossile portant l'empreinte d'un briquet qu'il reconnaît comme le sien ainsi qu'un cristal qu'elle porte en collier qui dégage intensément des tachyons. Elle le convainc de terminer son amplificateur de tachyons et de l'aider pour une expédition de routine en apparence au milieu de nulle part.
Marshall et Holly partent dans la grotte où elle a trouvé le fossile. Emmenés par le propriétaire d'une boutique de cadeaux de la grotte, Will Stanton, ils partent en radeau où le paléontologue détecte grâce à l'amplificateur un niveau élevée de tachyons. Mais un tremblement de terre ouvre une spirale spatio-temporelle, où les trois personnes se retrouvent happées et éjectées dans la quatrième dimension (la dimension où le passé, le présent et le futur coexistent). 
Marshall, Holly et Will se retrouvent sans armes ni aptitude spéciale pour survivre sur cette autre Terre où se côtoient dinosaures en maraude et autres créatures fantastiques inter-dimensionnelles — un pays riche en visions spectaculaires et effets comiques hors normes connu sous le nom du Monde (presque) perdu. Mais une créature, nommé Cha-Kha, prince déchu de la tribu Pakuni, devient leur ami et les aide à sortir de ce monde et à retrouver l'amplificateur...

## Fiche technique
- Titre : Le Monde (presque) perdu
- Titre québécois : Terre Perdue
- Titre original : Land of the Lost
- Réalisation : Brad Silberling
- Scénario : Chris Henchy et Dennis McNicholas, d'après la série Land of the Lost, de Marty et Sid Krofft
- Musique : Michael Giacchino
- Photographie : Dion Beebe
- Montage : Peter Teschner (en)
- Distribution des rôles : Avy Kaufman
- Direction artistique : John Dexter et Maya Shimoguchi
- Décors : Bo Welch
- Costumes : Mark Bridges
- Production : Marty Krofft, Sid Krofft et Jimmy Miller
  - Coproduction : Joshua Church et John Swallow
  - Production associée : Jessica Elbaum (en) et Michele Panelli-Venetis
  - Production exécutive : Daniel Lupi, Will Weiske et Julie Wixson Darmody
- Société de distribution : Universal Pictures
- Pays d'origine :  États-Unis
- Langue originale : anglais
- Format : couleur - 1.85:1 - 35 mm - son SDDS - Dolby Digital - DTS
- Genre : comédie, aventures, science-fiction
- Budget : 100 millions de dollars [1]
- Durée : 101 minutes
- Dates de sortie :
  - États-Unis : 5 juin 2009
  - France : 26 août 2009

## Distribution

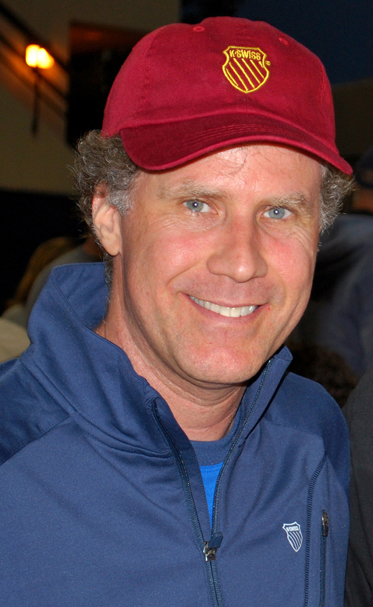
L'acteur principal Will Ferrell, l'année de sortie du film.

- Will Ferrell (V.F. : Maurice Decoster ; V.Q. : François Godin) : Dr Rick Marshall
- Anna Friel (V.F. : Véronique Desmadryl ; V.Q. : Catherine Bonneau) : Holly Cantrell
- Danny McBride (V.F. : Lionel Tua ; V.Q. : Olivier Visentin) : Will Stanton
- Jorma Taccone (V.Q. : Nicholas Savard L'Herbier) : Cha-Ka
- John Boylan (en) (V.F. : Benoît Allemane ; V.Q. : Denis Mercier) : Enik
- Matt Lauer (V.Q. : Jean-Luc Montminy) : lui-même
- Leonard Nimoy : The Zarn (voix)
- Paul Adelstein : Astronaute (voix)
- Raymond Ochoa : Boy in Museum
- Michael Papajohn : Astronaute

Sources et légendes : Version française (V.F.) sur AlloDoublage Version québécoise (V.Q.) sur Doublage Québec.

## Accueil

### Accueil critique
Le film a recueilli des critiques généralement négatives, obtenant seulement 26 % de critiques positives sur le site Rotten Tomatoes
D'autre part, Le Monde (presque) perdu a reçu sept nominations aux Razzie Awards, qui récompense les pires films de l'année. Le film a obtenu le Razzie Award dans la catégorie pire remake. Il était également nommé dans les catégories pire film, pire réalisateur (Brad Silberling), pire acteur (Will Ferrell), pire acteur dans un second rôle (Jorma Taccone), pire couple à l'écran (Will Ferrell et n'importe quel second rôle ou créature) et pire scénario.
Néanmoins, la critique reste partagée car le film a également recueilli quelques bons commentaires :
- Le Nouvel Observateur (supplément TéléCinéObs) : au navet redouté se substitue la bonne surprise d'une comédie délirante et débridée. Lorsque le régressif avoué rime, comme ici, avec jouissif, pourquoi bouder son plaisir ?
- Le Journal du dimanche (Stéphanie Belpêche) : attention, nanar ! Si on la prend au second degré, cette comédie totalement décomplexée fonctionne grâce aux délires de Will Ferrell, en roue libre. Du grand n'importe quoi, mais qu'est-ce que c'est drôle !
- La critique de Première (site internet) - Julien Welter : adapté d’une série pour enfant datant des années 1970, Le Monde (presque) perdu est une œuvre pas totalement convaincante, prise entre le comique déjanté de Will Ferrell et le devoir de livrer un divertissement pour toute la famille. Les aventures frappadingues du Dr Rick Marshall (Ferrell) dans une dimension peuplé de dinosaures et d’affreux Sleestaks sont plaisantes et souvent drôles mais elles brident l’humour transgressif de son acteur, de loin celui qui est le plus hilarant. Il en résulte une œuvre mi-figue, mi-raisin. On est loin des chefs-d’œuvre comme Les Rois du Patin ou Ricky Bobby, roi du circuit.

### Box-office
Tourné avec un budget de 100 millions de dollars, il n'a récolté que 49 millions de dollars de recettes au box-office américain, soit la moitié du budget initial, et 20 millions pour le reste du monde, ce qui en fait un échec commercial très coûteux.
- États-Unis : 49 438 370 dollars[1]
- France : 22 153 entrées [5]
- Monde : 69 548 641 dollars[6]

## Sortie en DVD
- Land of the Lost - 1 DVD Édition Universal - Édité le 13 octobre 2009 ( États-Unis)
- Le Monde (presque) perdu - 1 DVD Édition Universal - Édité le 10 février 2010 ( France)

En France, le film est sorti en DVD le 2 février 2010 avec pour bonus :
- 3 scènes coupées
- Une journée dans la vie d’une grande star de cinéma
- Publicité et visite du magasin du canyon du diable
- Commentaire audio de Brad Silberling

## Autour du film
- La chanson que chantent Will Ferrell et Danny McBride est la chanson Believe de la chanteuse Cher.
- Le Monde (presque) perdu est l'adaptation de la série télévisée américaine des années 1970 Land of the Lost, créée par Sid et Marty Krofft.
- En 2001, Will Ferrell incarnait le Marshall Willenholly dans Jay et Bob contre-attaquent (2001), qui est une contraction des noms des trois personnages principaux de la série Land of the Lost, qui a servi pour l'adaptation cinématographique du Monde (presque) perdu[8].
- Anna Friel, principal rôle féminin du film avait déjà joué dans un film abordant le thème des voyages temporels en 2003 : Prisonniers du temps (Timeline), de Richard Donner